# Jane Monheit
Jane Monheit (Oakdale, Long Island, 3 de novembro de 1977) é uma cantora estadunidense.
Pertencente a uma família musical, estudou clarinete e teoria enquanto atuava e cantava em produções teatrais locais. Ela tinha 17 anos quando começou formalmente seu treinamento vocal com Peter Eldridge, na Manhattan School of Music. Em 1998, com 20 anos, ficou em segundo lugar entre vocalistas na Thelonious Monk International Jazz Competition - diante de um júri composto por Dee Dee Bridgewater, Nnenna Freelon, Diana Krall, Dianne Reeves e Joe Williams.
Em 2000, Jane lançou seu primeiro álbum, Never Never Land. Estava  acompanhada por notáveis, como o pianista Kenny Barron, o baixista Ron Carter e o saxofonista David "Fathead" Newman. Never Never Land ficou na Billboard Jazz chart por quase um ano, e foi votado o Best Debut Recording do ano por membros da Jazz Journalists Association.
A cantora lançou em 2007 um novo álbum, chamado Surrender, com forte influência da música brasileira.

## Discografia

### Álbuns de estúdio
| Ano  | Álbum                                                              |  |
| ---- | ------------------------------------------------------------------ |  |
| 2000 | Never Never Land                                                   |  |
| 2001 | Come Dream with Me                                                 |  |
| 2002 | In the Sun                                                         |  |
| 2004 | Taking a Chance on Love                                            |  |
| 2005 | The Season                                                         |  |
| 2007 | Surrender                                                          |  |
| 2009 | The Lovers, The Dreamers and Me (lançado em 20 de Janeiro de 2009) |  |
| 2010 | Home                                                               |  |
| 2013 | The Heart of the Matter                                            |  |

### Outros
| Ano  | Álbum                                     |  |
| ---- | ----------------------------------------- |  |
| 2003 | Live at the Rainbow (ao vivo)             |  |
| 2005 | The Very Best of Jane Monheit (coletânea) |  |